# Agnes Smedley

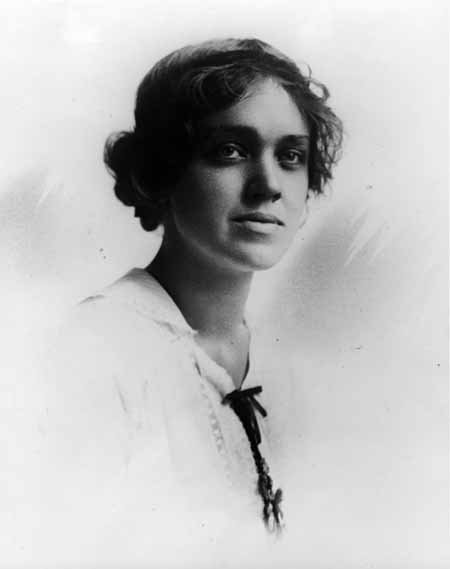
Agnes Smedley, 1914

Agnes Smedley (ur. 1894 w Missouri, zm. 1950 w Londynie) – amerykańska pisarka i działaczka polityczna.
Od 1918 uczestniczyła w hinduskim ruchu wyzwoleńczym (finansowanym wówczas przez rząd niemiecki), skierowanym przeciwko Brytyjczykom, za co była na krótko aresztowana. W latach dwudziestych XX w. rozpoczęła twórczość pisarską, kontynuując polityczną - wyjechała do Berlina i zaangażowała się w działalność komunistyczną. W 1921 wzięła udział w moskiewskim spotkaniu rewolucjonistów indyjskich, a w 1928 przez Moskwę wyjechała do Chin. Ubierała się po męsku, w Chinach nosiła mundur chińskiej Armii Czerwonej. Przesyłała z Szanghaju korespondencje do „Frankfurter Zeitung" w Niemczech i „Manchester Guardian", pisała książki i artykuły o Chinach.
Poznała i związała się z Richardem Sorgem, umożliwiając mu werbunek innego znajomego - Hotsumi Ozaki. Utrzymywała kontakt także z "Sonią" (Urszulą Kuczyński) i Rogerem Hollisem. Po wyjeździe Sorgego do Japonii w 1933 przebywała na kuracji w ZSRR, odbyła podróż po Europie i w 1935 powróciła do Chin. Bliskie bądź bardzo bliskie kontakty łączyły ją m.in. z ambasadorem brytyjskim sir Archibaldem Clark-Kerrym i późniejszym dowódcą amerykańskiego kontyngentu wojskowego gen. Joe Stilwellem. 
W 1941 powróciła do Stanów Zjednoczonych i zajęła się propagowaniem pozytywnego wizerunku komunistycznych Chin, m.in. pisząc Battle Hymn of China (1943), idealizujący Komunistyczną Partię Chin i przyrównujący do NSDAP zwalczający KPCh Kuomintang.
W 1947 gen. Charles Willoughby, szef sekcji wywiadu w sztabie gen. Douglasa MacArthura, dowódcy amerykańskich wojsk okupacyjnych w Japonii, sporządził opublikowany dwa lata później raport, przedstawiający Smedley jako radziecką agentkę. Jej listowne odwołanie do prezydenta Trumana spowodowało komunikat Departamentu Wojsk Lądowych o nieposiadaniu przez Zarząd Wywiadu dowodów szpiegowskiej działalności Smedley i opieraniu się w tym względzie wyłącznie na informacjach otrzymanych od japońskiej policji. W 1952 Willoughby wydał książkę Shanghai Conspiracy, w której opisał działania Smedley jako typowej agentki wpływu.
W 1950 wyjechała do Londynu i tam nagle zmarła. Zapisała cały majątek jednemu z czołowych dowódców chińskich Zhu De, którego biografię opracowywała. Zgodnie z jej ostatnią wolą jej zwłoki spalono, a prochy złożono „w miejscu wyznaczonym przez Zhu De lub jego spadkobierców" - pochowano je z honorami w Pekinie, w asyście 800 osób, w tym wielu chińskich przywódców.